# 蓮生寺 (松山市)

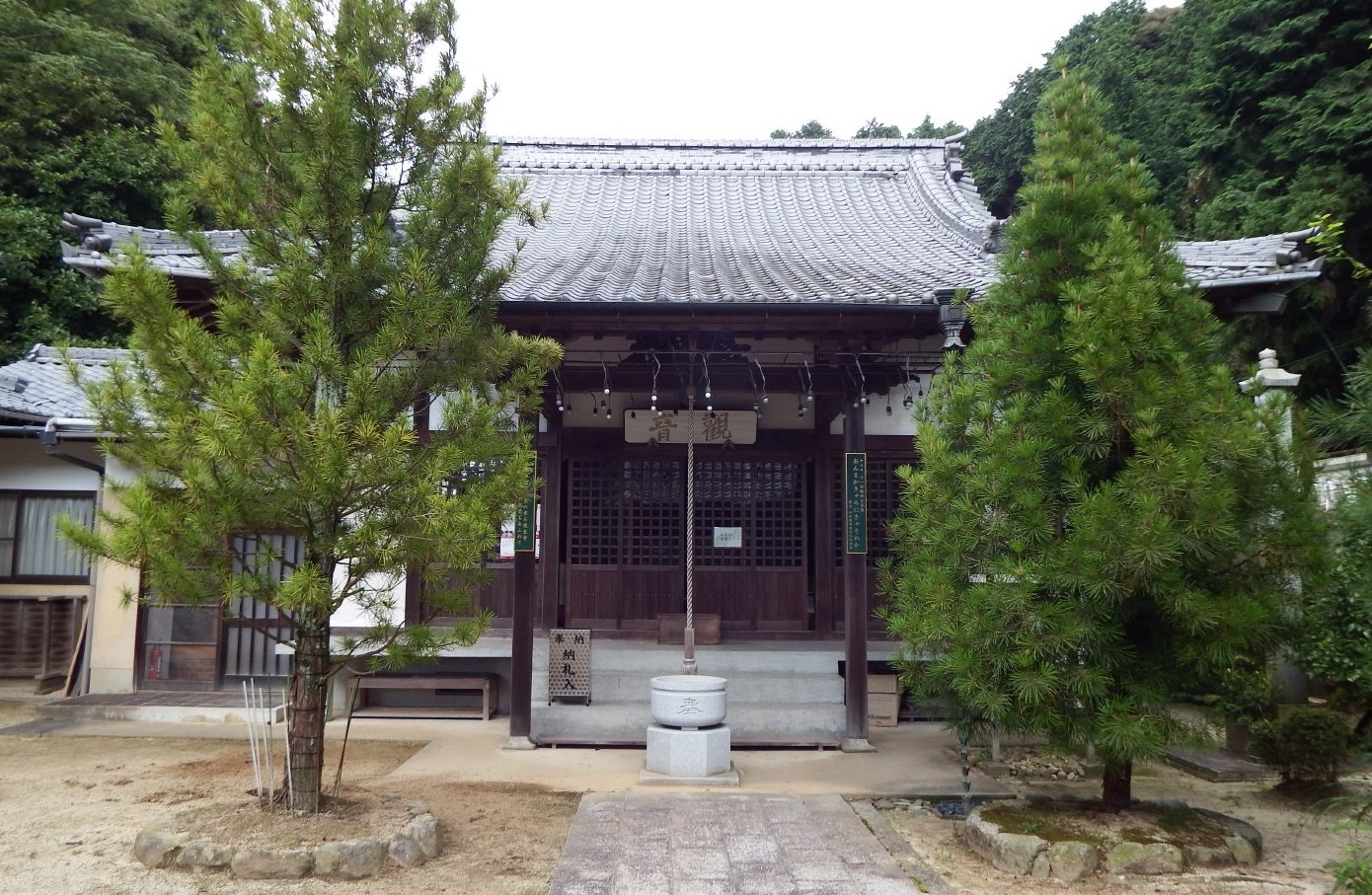
本堂

蓮生寺（れんしょうじ）は愛媛県松山市猿川原に所在する真言宗醍醐派の寺院である。本尊は十一面観音菩薩。新四国曼荼羅霊場第四十三番札所である。
御詠歌：春来れば　ぼて茶の香る　蓮生寺　観音大士の　慈悲もあふれて

## 概要
延長元年（923年）、第60代醍醐天皇のとき、真如親王が来浴の際、この「花垣の里」に一堂を建立して善弘寺と称したもので、その後、河野通信が再興した寺院である。『伊予温故録いよおんころく』に、「延長年間真学僧正が開祖し、正保2年（1645年）に快真がこれを中興して現在に至る」と記録されている。
5月上旬頃、旧暦のお釈迦様の誕生日に「花まつり」が1982年から毎年行なわれていて、三日間、ぼて茶や精進料理を参拝者に振る舞っている。（開催時間は10時～16時。有料。ぼて茶と精進料理のセットは前日までの予約が必要）

## 境内
- 山門
- 本堂
- 宿坊：なし
- 駐車場：約30台

## 文化財
松山市指定有形文化財
- 木食仏海作地蔵菩薩像：檜造り、像高40cm台座20cm、平成13.4.26指定
- 写本打般若経：慈観が貞和4年(1348)から文和3年(1354)の6年をかけて写した。天正13年の兵火で一部焼失するも補足されている。昭和53.5.10指定

## 前後の札所
新四国曼荼羅霊場
42番 遍照院 ---- 43番 蓮生寺 ---- 44番 長楽寺